# Elecciones municipales de Chiclayo de 1998
Las elecciones municipales de Chiclayo de 1998 se llevaron a cabo el 11 de octubre de 1998 para elegir al alcalde y al Concejo Provincial de Chiclayo para el periodo 1999-2002. La elección se celebró simultáneamente con elecciones municipales en todo el país.

## Sistema electoral
La Municipalidad Provincial de Chiclayo es el órgano administrativo y de gobierno de la provincia de Chiclayo. Está compuesta por el alcalde y el Concejo Provincial.
La votación del alcalde y el concejo se realiza en base al sufragio universal, que comprende a todos los ciudadanos nacionales mayores de dieciocho años, empadronados y residentes en la provincia de Chiclayo y en pleno goce de sus derechos políticos, así como a los ciudadanos no nacionales residentes y empadronados en la provincia de Chiclayo.
El Concejo Provincial de Chiclayo está compuesto por 15 regidores elegidos por sufragio directo para un período de cuatro (4) años, en forma conjunta con la elección del alcalde (quien lo preside). La votación es por lista cerrada y bloqueada. Para que una lista sea proclamada ganadora debe obtener más del 20% de los votos válidos; en caso ninguna lista logre ese porcentaje, los dos listas más votadas participan en una segunda vuelta o balotaje. Se asigna a la lista ganadora los escaños según el método d'Hondt o la mitad más uno, lo que más le favorezca.

## Composición del Concejo Provincial de Chiclayo
La siguiente tabla muestra la composición del Concejo Provincial de Chiclayo antes de las elecciones.
| Partidos | Partidos                                                                      | Regidores |
| -------- | ----------------------------------------------------------------------------- | --------- |
|          | Acción Popular                                                                | 10        |
|          | Lista Independiente N° 3 Movimiento Independiente Lambayecano de Apoyo Social | 4         |
|          | Lista Independiente N° 9 Unidos                                               | 4         |
|          | Lista Independiente N° 7 Somos Chiclayo                                       | 1         |

## Partidos y candidatos
A continuación se muestra una lista de los principales partidos y alianzas electorales que participaron en las elecciones:
| Candidatura | Candidatura | Partidos y alianzas                                                              | Candidatos | Candidatos                    | Ideología                                   | Resultado previo | Resultado previo | Ref. |
| Candidatura | Candidatura | Partidos y alianzas                                                              | Candidatos | Candidatos                    | Ideología                                   | Votos (%)        | Reg.             | Ref. |
| ----------- | ----------- | -------------------------------------------------------------------------------- | ---------- | ----------------------------- | ------------------------------------------- | ---------------- | ---------------- | ---- |
|             | AP          | Lista - Acción Popular (AP)                                                      |            | Arturo Castillo Chirinos      | Humanismo Nacionalismo cívico Reformismo    | 35.51%           | 10               |      |
|             | APRA        | Lista - Partido Aprista Peruano (APRA)                                           |            | Germán Görbitz García Urrutia | Aprismo                                     | Nuevo            | Nuevo            |      |
|             | VV          | Lista - Movimiento Independiente Vamos Vecino (VV)                               |            | Gustavo del Solar Rojas       | Fujimorismo                                 | Nuevo            | Nuevo            |      |
|             | SP          | Lista - Movimiento Independiente Somos Perú (SP)                                 |            | Elmer Rivasplata Mendoza      | Democracia cristiana Conservadurismo social | Nuevo            | Nuevo            |      |
|             | IND         | Lista - Lista Independiente Adelante Chiclayo                                    |            | Miguel Bartra Grosso          | Localismo chiclayano                        | Nuevo            | Nuevo            |      |
|             | IND         | Lista - Lista Independiente Movimiento Independiente Lambayecano de Apoyo Social |            | Sergio Luna Sosa              | Localismo chiclayano                        | Nuevo            | Nuevo            |      |
|             | IND         | Lista - Lista Independiente Movimiento Hacia el Futuro                           |            | David Chirinos Hurtado        | Localismo chiclayano                        | Nuevo            | Nuevo            |      |

## Resultados

### Sumario general
|                        |                                                                          |              |              |              |           |           |
| Partidos y coaliciones | Partidos y coaliciones                                                   | Voto popular | Voto popular | Voto popular | Regidores | Regidores |
| Partidos y coaliciones | Partidos y coaliciones                                                   | Votos        | %            | ±pp          | Total     | +/−       |
|                        | Lista Independiente Adelante Chiclayo                                    | 114,650      | 40.31        | n/a          | 9         | +9        |
|                        | Acción Popular (AP)                                                      | 51,058       | 17.95        | –17.56       | 2         | –8        |
|                        | Partido Aprista Peruano (APRA)                                           | 35,563       | 12.50        | n/a          | 1         | +1        |
|                        | Lista Independiente Movimiento Independiente Lambayecano de Apoyo Social | 26,343       | 9.26         | n/a          | 1         | +1        |
|                        | Movimiento Independiente Vamos Vecino (VV)                               | 26,275       | 9.24         | Nuevo        | 1         | +1        |
|                        | Movimiento Independiente Somos Perú (SP)                                 | 23,553       | 8.28         | Nuevo        | 1         | +1        |
|                        | Lista Independiente Movimiento Hacia el Futuro                           | 6,965        | 2.45         | n/a          | 0         | ±0        |
|                        |                                                                          |              |              |              |           |           |
| Total                  | Total                                                                    | 284,407      |              |              | 15        | –4        |
|                        |                                                                          |              |              |              |           |           |
| Votos válidos          | Votos válidos                                                            | 284,407      | 90.33        | +13.80       |           |           |
| Votos en blanco        | Votos en blanco                                                          | 15,481       | 4.92         | –3.89        |           |           |
| Votos nulos            | Votos nulos                                                              | 14,948       | 4.75         | –9.91        |           |           |
| Votos emitidos         | Votos emitidos                                                           | 314,836      | 82.66        | +5.22        |           |           |
| Abstenciones           | Abstenciones                                                             | 66,026       | 17.34        | –5.22        |           |           |
| Votantes registrados   | Votantes registrados                                                     | 380,862      |              |              |           |           |
|                        |                                                                          |              |              |              |           |           |
| Fuente:                |                                                                          |              |              |              |           |           |

## Elecciones municipales distritales

### Resultados por distrito
La siguiente tabla enumera el control de los distritos de la provincia de Chiclayo. El cambio de mando de una organización política se resalta del color de ese partido.
| Distrito            | Alcalde(sa) titular                                       | Partido político                                          | Partido político                                          | Alcalde(sa) electo(a)                          | Partido político                               | Partido político                               |
| ------------------- | --------------------------------------------------------- | --------------------------------------------------------- | --------------------------------------------------------- | ---------------------------------------------- | ---------------------------------------------- | ---------------------------------------------- |
| Cayaltí             | Creación del distrito (Ley N° 26921, 29 de enero de 1998) | Creación del distrito (Ley N° 26921, 29 de enero de 1998) | Creación del distrito (Ley N° 26921, 29 de enero de 1998) | Elecciones municipales complementarias de 1999 | Elecciones municipales complementarias de 1999 | Elecciones municipales complementarias de 1999 |
| Chongoyape          | Eduardo Yashimura Montenegro                              |                                                           | Lista Independiente N° 27                                 | Pedro Yupanqui Williams                        |                                                | Partido Aprista Peruano                        |
| Eten                | Jorge Quiroz Díaz                                         |                                                           | Lista Independiente N° 19                                 | Manuel Esqueche Ruiz                           |                                                | Adelante Chiclayo                              |
| Eten Puerto         | Pedro Sánchez Chima                                       |                                                           | Lista Independiente N° 9                                  | Jaime Contreras Rivas                          |                                                | Adelante Chiclayo                              |
| José Leonardo Ortiz | Luis Gasco Bravo                                          |                                                           | Lista Independiente N° 25                                 | Javier Castro Cruz                             |                                                | Adelante Chiclayo                              |
| La Victoria         | Segundo Cerdán Guevara                                    |                                                           | Lista Independiente N° 41                                 | Anselmo Lozano Centurión                       |                                                | Somos Perú                                     |
| Lagunas             | Luis Neciosup Salcedo                                     |                                                           | Acción Popular                                            | Víctor Andonaire Hernández                     |                                                | Por el Progreso Distrital                      |
| Monsefú             | Teodoro Custodio Diez                                     |                                                           | Lista Independiente N° 9                                  | Boris Bartra Grosso                            |                                                | Adelante Chiclayo                              |
| Nueva Arica         | Garcilazo Díaz Alvarado                                   |                                                           | Lista Independiente N° 9                                  | Carlos Figueroa Palacios                       |                                                | Adelante Chiclayo                              |
| Oyotún              | Segundo Becerra Torres                                    |                                                           | Lista Independiente N° 25                                 | Julio Guerrero Guerrero                        |                                                | Adelante Chiclayo                              |
| Pátapo              | Creación del distrito (Ley N° 26921, 29 de enero de 1998) | Creación del distrito (Ley N° 26921, 29 de enero de 1998) | Creación del distrito (Ley N° 26921, 29 de enero de 1998) | Elecciones municipales complementarias de 1999 | Elecciones municipales complementarias de 1999 | Elecciones municipales complementarias de 1999 |
| Picsi               | Víctor Niño Farro                                         |                                                           | Lista Independiente N° 21                                 | Orlando Torres Medina                          |                                                | Adelante Chiclayo                              |
| Pimentel            | Luciano Palacios Pinglo                                   |                                                           | Lista Independiente N° 37                                 | Henry Kouri Hanna                              |                                                | Adelante Chiclayo                              |
| Pomalca             | Creación del distrito (Ley N° 26921, 29 de enero de 1998) | Creación del distrito (Ley N° 26921, 29 de enero de 1998) | Creación del distrito (Ley N° 26921, 29 de enero de 1998) | Elecciones municipales complementarias de 1999 | Elecciones municipales complementarias de 1999 | Elecciones municipales complementarias de 1999 |
| Pucalá              | Creación del distrito (Ley N° 26921, 29 de enero de 1998) | Creación del distrito (Ley N° 26921, 29 de enero de 1998) | Creación del distrito (Ley N° 26921, 29 de enero de 1998) | Elecciones municipales complementarias de 1999 | Elecciones municipales complementarias de 1999 | Elecciones municipales complementarias de 1999 |
| Reque               | David Chirinos Hurtado                                    |                                                           | Acción Popular                                            | Gonzalo Ciurlizza Carrasco                     |                                                | Adelante Chiclayo                              |
| Santa Rosa          | José Rodas Díaz                                           |                                                           | Lista Independiente N° 7                                  | Pedro Chavesta Díaz                            |                                                | Adelante Chiclayo                              |
| Saña                | Gilberto Gonzales Bernal                                  |                                                           | Lista Independiente N° 7                                  | Electo Cruzado Medina                          |                                                | Adelante Chiclayo                              |
| Tumán               | Creación del distrito (Ley N° 26921, 29 de enero de 1998) | Creación del distrito (Ley N° 26921, 29 de enero de 1998) | Creación del distrito (Ley N° 26921, 29 de enero de 1998) | Elecciones municipales complementarias de 1999 | Elecciones municipales complementarias de 1999 | Elecciones municipales complementarias de 1999 |